# Anigraea viridata
Anigraea viridata är en fjärilsart som beskrevs av George Thomas Bethune-Baker 1906. Anigraea viridata ingår i släktet Anigraea och familjen nattflyn. Inga underarter finns listade i Catalogue of Life.